# Волконський Сергій Григорович

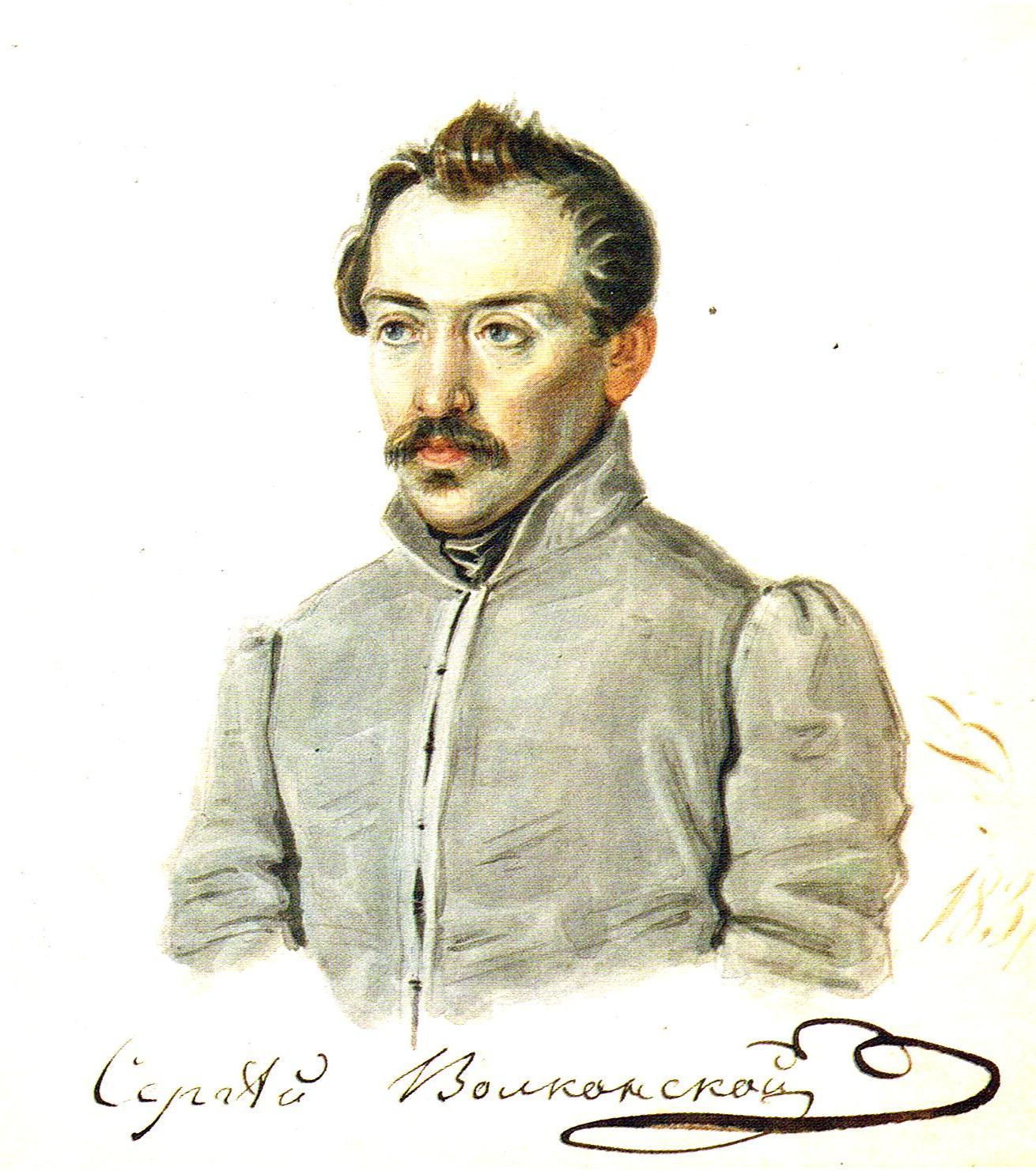
Сергій Волконський, акварель Миколи Бестужева

Волконський Сергій Григорович (нар. 8 (19) грудня 1788 — 28 листопада (10 грудня) 1865) — генерал-майор, бригадний командир 19 піхотної дивізії, декабрист, Герой Франко-російської війни 1812 року.

## Біографія
Походить із старовинного роду чернігівських князів. Предки декабриста — знамениті в давньоруський історії Ольговичі, правили в Чернігові і були ініціаторами та учасниками безлічі міжусобних воєн в Україні-Русі. Сам декабрист належав до XXVI коліну роду Рюриковичів. По материнській лінії Волконський з роду князів Рєпніних. Батько — Член Державної Ради, генерал від кавалерії, князь Волконський Григорій Семенович (25.01.1742 — 17.07.1824), мати — кн. Рєпніна Олександра Миколаївна (25.04.1756 — 23.12.1834).
С. Г. Волконський виховувався до 14 років вдома. Записаний до служби сержантом у Херсонський гренадерський полк (номінально) у 1796 році 8 років від народження до штабу фельдмаршала Суворова-Римнікського. На дійсній військовій службі з 28.12.1805 року.
Воював з французами в кампанію 1806—1807 років, заслужив орден Володимира 4 ступеня, золотий знак за Прейсіш-Ейлау (1807) і золоту шпагу за хоробрість.
1810—1811 — учасник військових кампаній в Османській імперії.
Учасник франко-російської війни 1812 року і закордонних походів. У 1812 р. був у почеті імператора Олександра I, потім в загоні Ф. Ф. Вінцингероде, за оборону переправи через ріку Москву отримав звання полковника. Брав участь майже у всіх великих битвах війни. У 1813 році отримав звання генерала.
Володів 10 000 десятин землі в Таврійській губернії, хутором під Одесою, 1046 кріпаками в Нижньогородській губ. і 545 в Ярославській губ.
Масон, член ложі «Об'єднаних друзів» (1812), ложі «Сфінкса» (1814), засновник ложі «Трьох чеснот» (1815) та почесний член Київської ложі «Товариство об'єднаних слов'ян».
Член Союзу благоденства (1819) і Південного товариства. З 1823 року Волконський очолює разом із Давидовим Василем Львовичем Каменську управу Південного товариства, активний учасник київських з'їздів, здійснював зв'язок між Північним товариством та Південним товариством. У 1825 році князь Волконський вів переговори про спільні дії з Польським патріотичним товариством. Переговори ці закінчилися невдачею: ні з Північним, ні з Польським патріотичним товариствами південним змовникам домовитися так і не вдалося.
У 1824 році на виконання доручення Пестеля Волконський їздив на Кавказ, намагаючись дізнатися, чи існує таємне суспільство в корпусі генерала О. П. Єрмолова.
Волконський — єдиний генерал дійсної військової служби, який узяв безпосередню участь у повстанні декабристів.
Заарештований 5.1.1826 року, доставлений до Петербургу і ув'язнений у Петропавлівській фортеці в № 4 Алексєєвського равеліну.

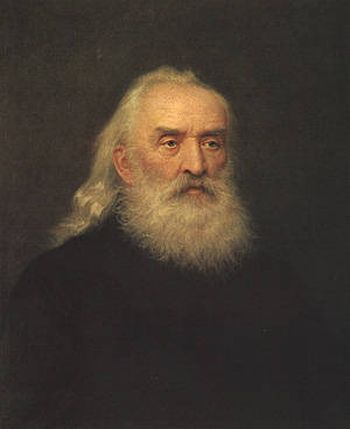
Горджиані М. Портрет Волконського С.Г., написаний у 1873 році з останньої фотокартки Волконського, зробленої 3 травня 1864 року у Ніцці

Засуджений по 1 розряду і по конфірмації відправлений на каторжні роботи до Сибіру в кайданах. 22.8.1826 року строк скорочено до 15 років. 25 жовтня 1826 року прибув на Благодатний рудник. У вересні 1827 року відправлений до Читинського острогу. У дворі Читинського острогу був невеликий город — і Волконський вперше захопився «городництвом». У вересні 1830 року відправлений у Петровський завод, строк скорочено до 10 років в 1832 році. У Петровському Заводі, нової в'язниці, куди декабристів перевели з Чити у вересні 1830 року, каторги як такої взагалі не було: злочинців не змушували ходити на роботи, ті з них, у кого були сім'ї, могли жити в острозі разом із дружинами.
У Петровському заводі Волконський, як і раніше, займався «сільським господарством». І ще до того, як закінчився термін його каторжних робіт, по Сибіру стала поширюватися слава про надзвичайні овочі і фрукти, які він вирощував у своїх парниках. У 1834 році померла мати Волконського. Після смерті в її паперах знайшли лист із передсмертним проханням до імператора — пробачити сина. За клопотанням матері звільнений від каторжних робіт і виведений на поселення у Петровському заводі в 1835 році.
Дружина Сергія Волконського Марія Миколаївна Раєвська (25.12.1805 — 10.08.1863) поїхала слідом за чоловіком до Сибіру і в листопаді 1826 року прибула в Благодатний рудник.
З 1845 року родина Волконських мешкає в Іркутську. Волконський, як і раніше, живе в Уріку, лише зрідка відвідуючи сім'ю в Іркутську. У нього тепер зовсім інше життя — «хлібороба» та купця. Після закінчення каторжного терміну він отримав велику ділянку землі і всі сили віддав її обробці. До кінця свого перебування в Сибіру ссильнопоселенец Сергій Волконський власною працею зібрав пристойний статок.
За амністією 26.08.1856 року С. Г. Волконському і його дітям повернено дворянство (дітям дарований князівський титул) і дозволено оселитися в європейській Росії, місцем проживання визначено с. Зиково Московського повіту.
Помер Волконський Сергій Григорович в с. Воронки (маєток Кочубея М. А., чоловіка дочки Волконського), колишній Козелецького повіту Чернігівської губернії, де й похований разом із дружиною.
Діти: син — Волконський Михайло Сергійович (1832—1909), дочка — Олена Сергіївна (1835—1916).

## Нагороди

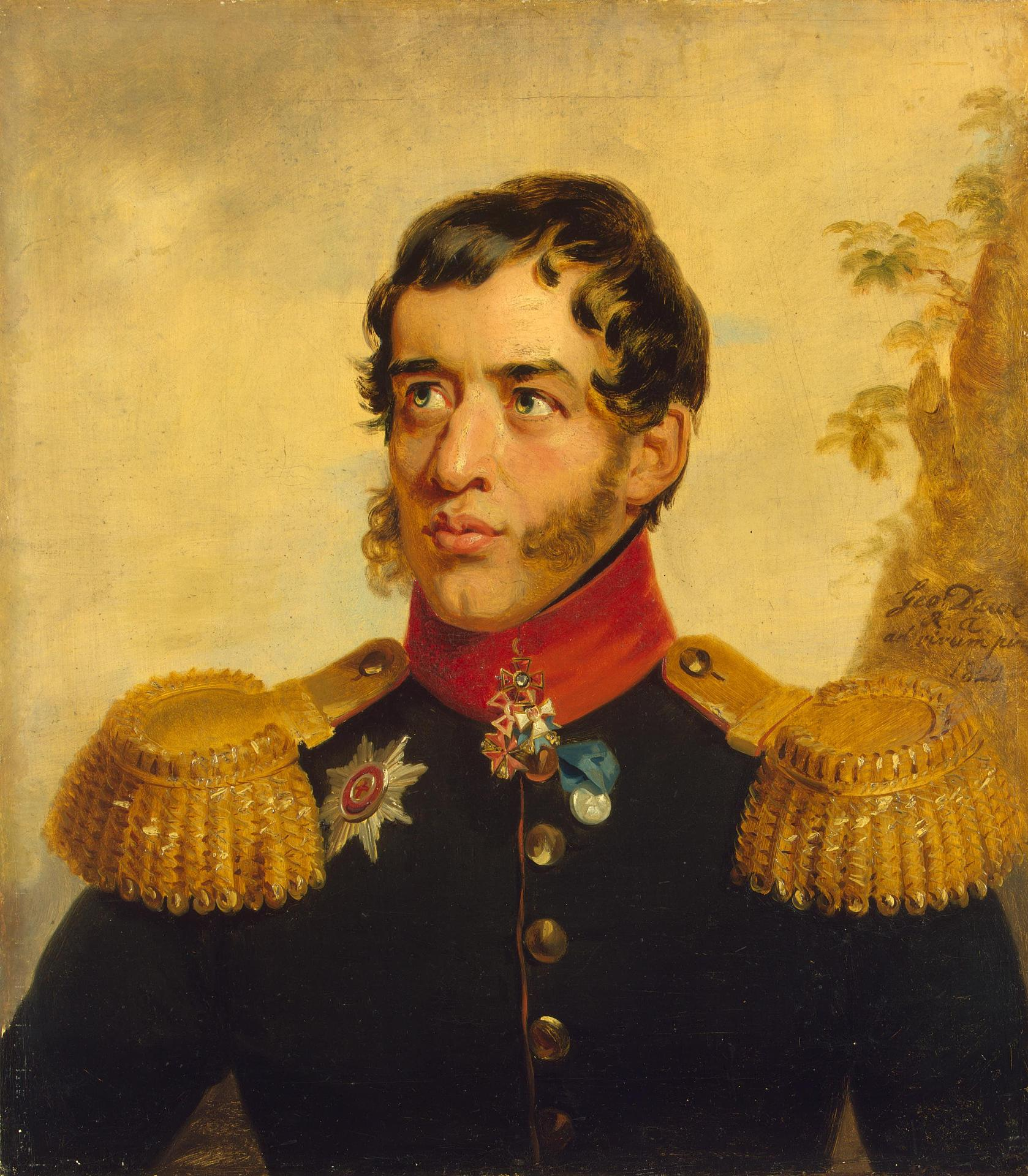
Портрет Волконського С.Г. роботи Дж.Доу. Військова галерея Зимового палацу Ермітаж

- Орден святого Володимира 4 ступеня з бантом.
- Золота шпага за хоробрість.
- Орден святого Володимира 3 ступеня.
- Військовий орден святого Георгія 4 ступеня.
- Орден святої Анни з діамантовими знаками.
- Орден святої Анни 1 ступеня.
- Орден «Pour le Mérite» (Пруссія).

Нагороди були повернуті С. Г. Волконському в 1863 році. «Ніколи не шкодував про свою зламану кар'єру і ставився холоднокровно до позбавлення його відзнак, С. Г. Волконський жалкував лише про втрату ним Георгіївського хреста, відзнаки на згадку Прейсіш-Ейлауської битви і військової медалі дванадцятого року — як свідків його колишніх військових подвигів», — писав його син М. С. Волконський, перший біограф С. Г. Волконського.